# Cymopterus davidsonii
Cymopterus davidsonii là một loài thực vật có hoa trong họ Hoa tán. Loài này được (J.M.Coult. & Rose) R.L.Hartm. mô tả khoa học đầu tiên năm 2006.